# Castillo de la Peña de Misdía
El castillo de la Peña de Misdía o castillo de Gabasa, en el término municipal de Peralta de Calasanz, es un castillo del que solo quedan algunos escombros. Estaba situado en una peña casi inaccesible sobre el pueblo de Gabasa a la que actualmente no se puede subir si no es escalando.

## Descripción
Actualmente queda solo una estructura de 4 metros de anchura o menos, adaptada a la roca. Está hecha con sillares y una pared encofrada de época posterior.

## Historia
El origen del castillo se supone de época islámica y su fortificación se atribuye a Muhàmmad ibn Lobo, en el siglo X. Esta posición era muy estratégica porque controlaba el paso entre La Litera y la Ribagorza, y se complementaba con los próximos castillos de Calasanz y de Zurita. A finales del siglo XI (antes del 1079) fue conquistado por el conde Ermengol IV de Urgel y a partir de entonces se fue reformando.